# Combo Crew
Combo Crew est un jeu vidéo de type beat them all développé et édité par The Game Bakers, sorti en 2013 sur iOS et Android.
Dans le cadre d'un partenariat avec Capcom, le jeu a intégré plusieurs personnages de la série Street Fighter (Ryu, Ken, Chun-Li et Blanka) ainsi que Viewtiful Joe.

## Accueil
- Gameblog : 7/10[2]
- Gamezebo : 4/5[3]
- Pocket Gamer : 8/10[4]
- Pocket Gamer France : 8/10[5]
- TouchArcade : 4/5[6]